# 紫云山新木姜子
紫云山新木姜子（学名：Neolitsea wushanica var. pubens）为樟科新木姜子属下的一个变种。

## 扩展阅读
- 維基物種上的相關：紫云山新木姜子